# 和泉多摩川駅

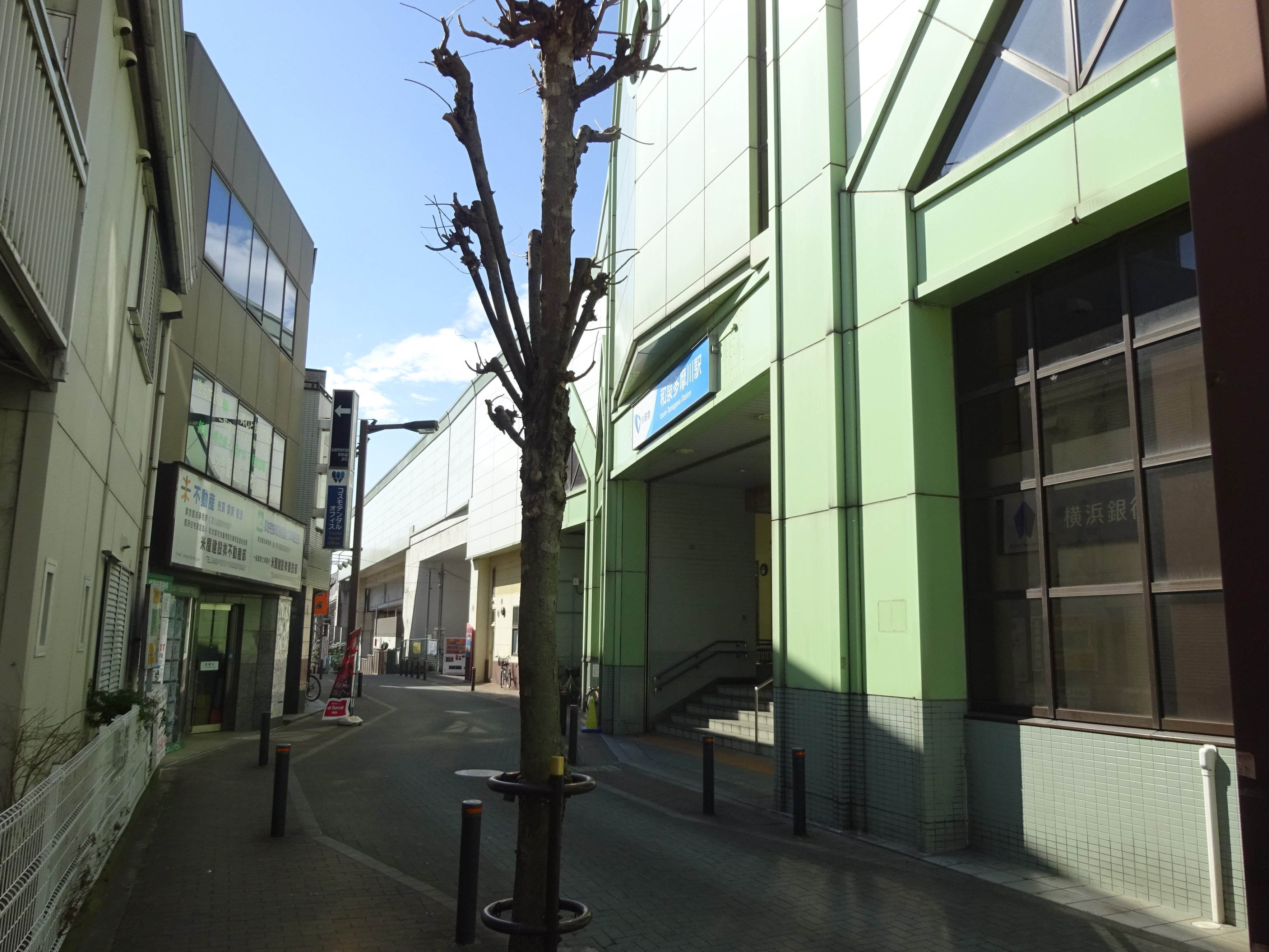
南口（2016年2月）

和泉多摩川駅（いずみたまがわえき）は、東京都狛江市東和泉四丁目にある、小田急電鉄小田原線の駅である。駅番号はOH 17。

## 概要
新宿駅から17番目（新宿駅含む）の駅。新宿駅からの距離は14.4 km。多摩川寄りホームからは登戸駅とよみうりランドが見える。多摩川東京側最寄駅（町田市を除く東京都に所属する最後の駅）。1990年代後半に路線の高架複々線化事業と駅前再開発事業が行われた。成城学園前管区成城学園前管内に属する。

## 歴史

### 年表
- 1927年（昭和2年）4月1日：開設[2]。
- 1937年（昭和12年）9月1日：片瀬江ノ島駅行「直通」の停車駅となる（小田原方面行「直通」は通過）。
- 1948年（昭和23年）9月：桜準急新設、停車駅となる。
- 1951年（昭和26年）4月：準急の停車駅となる。
- 1964年（昭和39年）11月5日：準急の通過駅となる。
- 1989年（平成元年）7月：喜多見駅 - 当駅間複々線化工事着工。
- 1995年（平成7年）3月26日：高架化（上り線は仮設ホームで営業）[3][4]。
- 1996年（平成8年）12月1日：上り線ホームを本設ホームへ移設[3]。
- 1997年（平成9年）
  - 4月27日：現駅舎使用開始[5][6]。
  - 6月23日：複々線使用開始[7]。
- 1999年（平成11年）4月：駅前ロータリー完成、路線バス乗入開始。
- 2003年（平成15年）4月：狛江駅側の改札口使用開始。
- 2004年（平成16年）12月11日：区間準急新設、停車駅となる[8]。
- 2014年（平成26年）1月：OH 17の駅ナンバリング導入、使用開始[9]。
- 2016年（平成28年）3月26日：区間準急廃止、再度各停のみ停車となる[10]。
- 2018年（平成30年）3月17日：東京メトロ千代田線直通列車（全区間各停）新設、停車駅となる[11]。
- 2025年（令和7年）3月15日：準急の停車駅となる[12]。また、東京メトロ千代田線直通列車の準急が設定され、停車駅となる[12]。

### 駅名の由来
当初「多摩川」という駅名とする予定であったが、多摩川対岸に「稲田多摩川駅（現・登戸駅）」が開設されることを受け、地名である「和泉」と「多摩川」を合わせて「和泉多摩川」と名づけられる。

## 駅構造

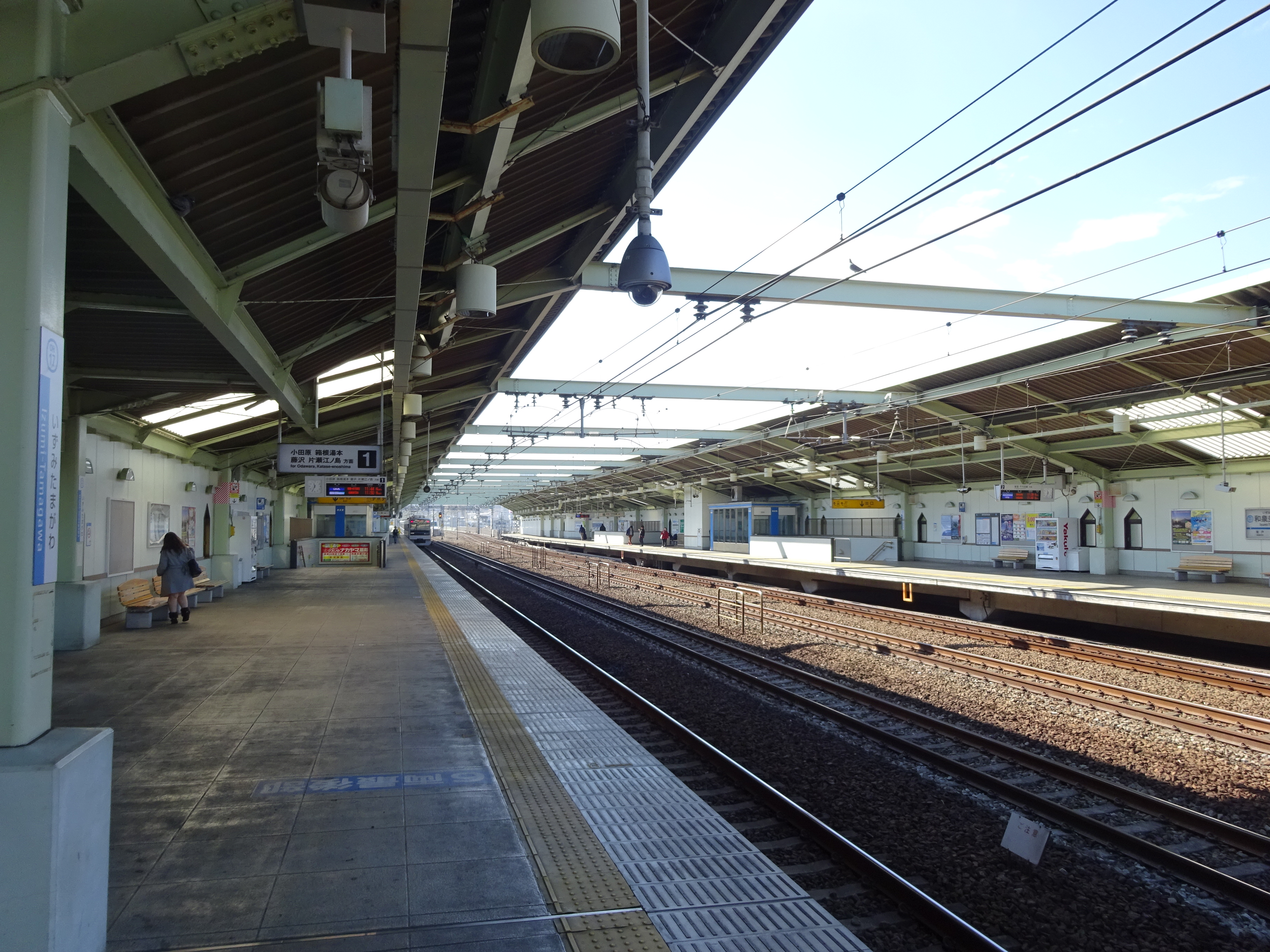
ホーム（2016年2月）

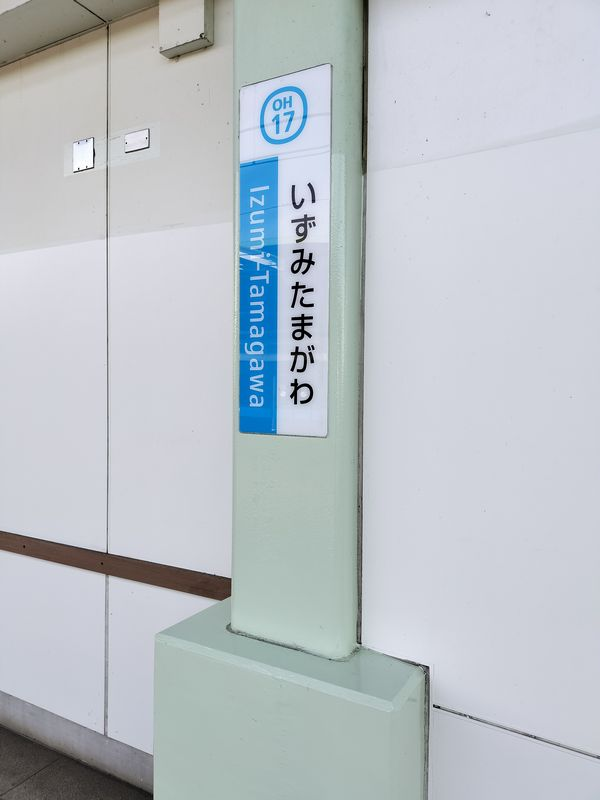
シンボルカラーはグリーン

間に通過線を挟んだ相対式ホーム2面4線を有する高架駅。線路・ホームは高架上に、改札口は地上にある。複々線区間にあり、当駅で各停が特急ロマンスカー・快速急行・急行などに追い越される場合がある。また、複々線区間末端であったため各停が優等列車に抜かれるための時間調整をする場合もあったが、2018年3月3日に登戸駅の1番線が使用開始となり、現在は隣の登戸駅で時間調整されている。
改札口は登戸駅側に1か所、狛江駅側に1か所、計2か所ある。狛江駅側は後から増設された簡易的なものである。臨時改札口はない。登戸駅側の改札口には北・南側の出口がある。旅客上屋はホーム全面を覆っているが、路線部分は覆っていない。
駅舎両脇の高架下を商業施設「小田急マルシェ」として利用している。
駅舎デザインは、内側外側共に淡いグリーン色を基調色としている。
出入り口付近の装飾（駅名が掲げてある個所）、改札階窓枠、およびホーム階の窓枠は、淡いグリーン色（壁面のグリーン色よりやや濃い）で、上部が三角形状のデザインに統一されている。隣りの狛江駅では、ブラウン色、上部が半円形状となっており、両駅間のデザイン上の差異となっている。

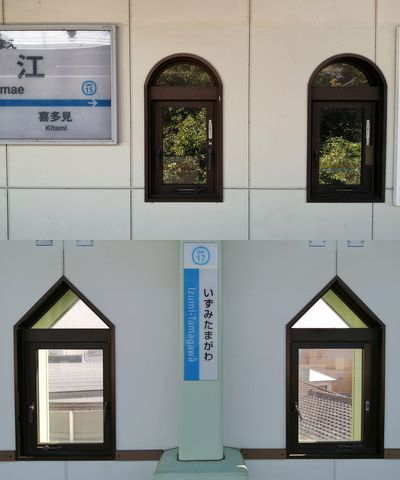
狛江駅との比較(上が狛江駅、下が和泉多摩川駅)

また、旅客上屋（屋根）については、喜多見駅などの世田谷区内の新設高架駅では、 横から見て丸みを帯びたものに統一されているが、狛江市内にある狛江駅と和泉多摩川駅は、直線状のものに統一されている。
ホーム有効長は10両対応である。登戸側にある多摩川橋梁架替え工事と併せて、ホーム延伸工事を行ったため、同橋梁工事が完了するまで8両以下しか対応していなかった（165mから210mへ延伸）。

### のりば
| ホーム | 路線      | 方向 | 軌道   | 行先                   |
| ------ | --------- | ---- | ------ | ---------------------- |
| 1      | 小田原線  | 下り | 緩行線 | 小田原・片瀬江ノ島方面 |
| 通過線 | □小田原線 | 下り | 急行線 | （下り列車通過）       |
| 通過線 | □小田原線 | 上り | 急行線 | （上り列車通過）       |
| 2      | 小田原線  | 上り | 緩行線 | 新宿・ 千代田線方面    |

※下り東北沢駅 - 登戸駅間、上り向ヶ丘遊園駅 - 東北沢間急行線・緩行線は原則として以下の通りに使い分けられている。
〔急行線〕
□特急ロマンスカー・■快速急行・□通勤急行・■急行が使用する。成城学園前駅 - 経堂駅間のみ□通勤準急も使用する。
〔緩行線〕
■準急・■各停が使用する。□通勤準急も上記以外の区間で使用する。
但し、千代田線直通上り■急行は、経堂駅以東で緩行線を使用する。

### 出入口
- 登戸駅側改札口：駅前より改札階の方が高く、階段とスロープがある。
- 狛江駅側改札口：駅前より改札階の方が高く、緩やかな坂となっている。

### 旧駅舎
駅舎・線路共に地上にあった。駅舎は上りホーム側にあり、両ホームは跨線橋で連絡しており、下りホーム側には臨時改札口があった。

### 駅構内設備

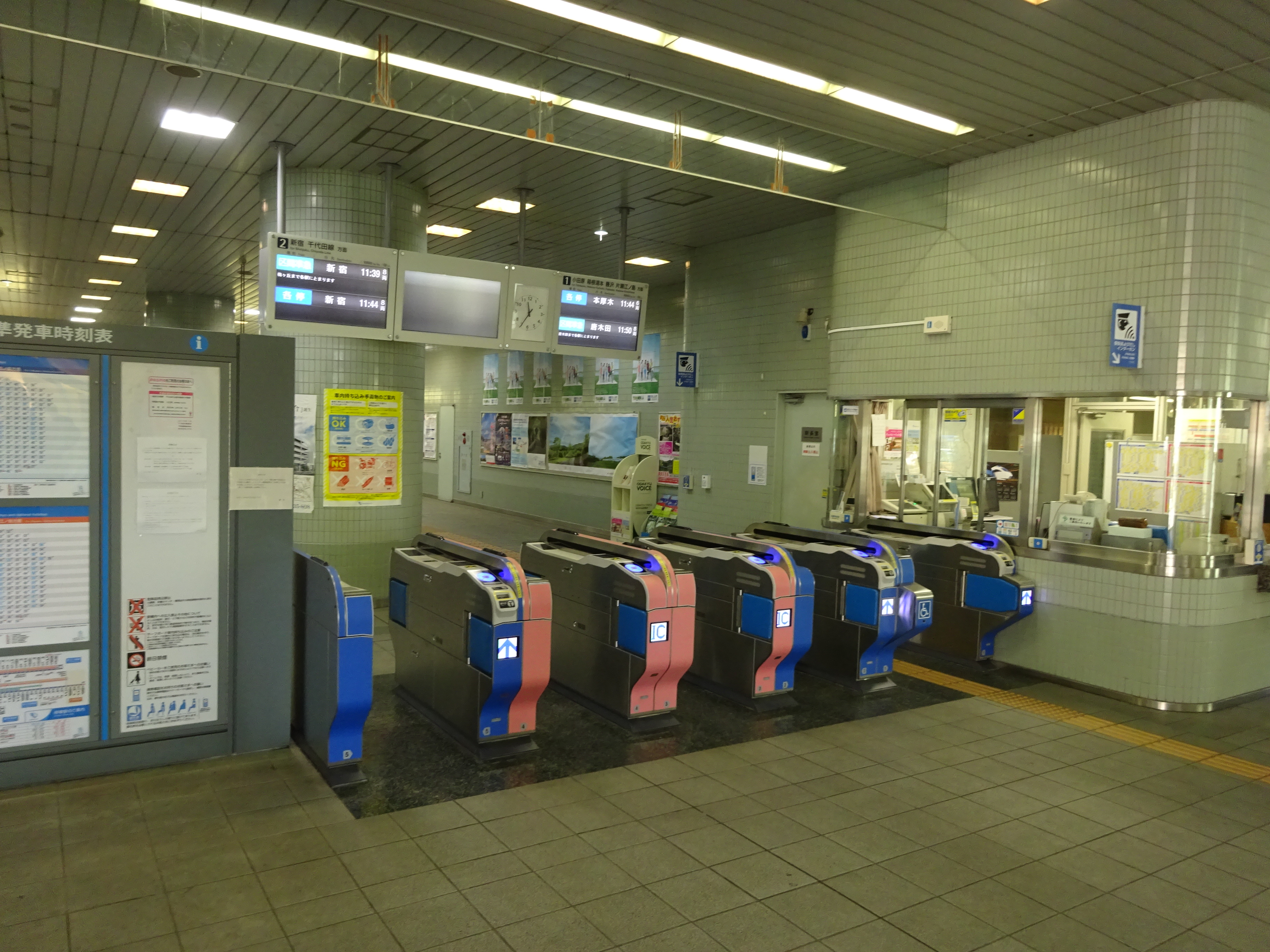
改札口（2016年2月）

駅舎は、1990年代後半に新築された。多目的トイレはオストメイト対応である。
- トイレ：改札内改札階山側にあり、多目的トイレも併設されている。
- 水飲み場：各ホーム1か所ずつ、合計2か所ある。
- 休憩コーナー：改札内側改札階に2か所ある（旧・喫煙所）。
- 待合室：各ホーム1か所ずつ、合計2か所が2004年（平成16年）冬に新設された。
- エレベーター：改札階と各ホーム階を連絡する2基がある。
- エスカレーター：改札階と各ホーム階を連絡する両方向に計4基がある。

### 商業設備・施設
- 売店：OX SHOPが改札内側に1店舗ある。
- ATM：改札外側に1か所ある。
  - 横浜銀行：登戸支店小田急和泉多摩川駅出張所。
- 公衆電話：改札外側に1か所ある。
- コインロッカー：改札外に1か所ある。

## 利用状況
2024年度（令和6年度）の1日平均乗降人員は14,474人である （小田急線全70駅中55位）。
近年の1日平均乗降・乗車人員の推移は以下の通り。
| 年度               | 1日平均 乗降人員 | 1日平均 乗車人員 | 出典     |
| ------------------ | ---------------- | ---------------- | -------- |
| 1948年（昭和23年） | 1,996            |                  |          |
| 1990年（平成02年） |                  | 8,364            | [ * 1 ]  |
| 1991年（平成03年） |                  | 8,415            | [ * 2 ]  |
| 1992年（平成04年） |                  | 8,225            | [ * 3 ]  |
| 1993年（平成05年） |                  | 7,893            | [ * 4 ]  |
| 1994年（平成06年） |                  | 7,836            | [ * 5 ]  |
| 1995年（平成07年） |                  | 7,661            | [ * 6 ]  |
| 1996年（平成08年） |                  | 7,501            | [ * 7 ]  |
| 1997年（平成09年） |                  | 7,512            | [ * 8 ]  |
| 1998年（平成10年） |                  | 7,405            | [ * 9 ]  |
| 1999年（平成11年） |                  | 7,557            | [ * 10 ] |
| 2000年（平成12年） |                  | 7,501            | [ * 11 ] |
| 2001年（平成13年） |                  | 7,499            | [ * 12 ] |
| 2002年（平成14年） |                  | 7,537            | [ * 13 ] |
| 2003年（平成15年） | 14,737           | 7,516            | [ * 14 ] |
| 2004年（平成16年） | 14,956           | 7,608            | [ * 15 ] |
| 2005年（平成17年） | 15,107           | 7,658            | [ * 16 ] |
| 2006年（平成18年） | 15,217           | 7,715            | [ * 17 ] |
| 2007年（平成19年） | 15,541           | 7,891            | [ * 18 ] |
| 2008年（平成20年） | 15,339           | 7,792            | [ * 19 ] |
| 2009年（平成21年） | 15,287           | 7,773            | [ * 20 ] |
| 2010年（平成22年） | 15,318           | 7,762            | [ * 21 ] |
| 2011年（平成23年） | 15,047           | 7,617            | [ * 22 ] |
| 2012年（平成24年） | 15,006           | 7,597            | [ * 23 ] |
| 2013年（平成25年） | 15,264           | 7,732            | [ * 24 ] |
| 2014年（平成26年） | 15,398           | 7,792            | [ * 25 ] |
| 2015年（平成27年） | 15,792           | 7,995            | [ * 26 ] |
| 2016年（平成28年） | 15,923           | 8,052            | [ * 27 ] |
| 2017年（平成29年） | 15,934           | 8,052            | [ * 28 ] |
| 2018年（平成30年） | 15,831           | 8,003            | [ * 29 ] |
| 2019年（令和元年） | 15,751           | 7,967            | [ * 30 ] |
| 2020年（令和02年） | 11,667           | 5,918            | [ * 31 ] |
| 2021年（令和03年） | 12,314           |                  |          |
| 2022年（令和04年） | 13,358           |                  |          |
| 2023年（令和05年） | 14,129           |                  |          |
| 2024年（令和06年） | 14,474           |                  |          |

## 駅周辺
登戸駅側改札（西口）の北側に駅前広場、ロータリーがある。ロータリーは世田谷通りに通ずる。
再開発前は駅周辺の道路は狭隘で、最寄バス停留所も200m程離れていたが、1999年（平成11年）4月に新道およびロータリーが完成し、路線バスの乗り入れが始まった。

### 西口
- 警視庁調布警察署 和泉多摩川交番
- 東京都立狛江高等学校
- 多摩川：駅近くの河原には、多摩川水害（1974年）の堤防決壊を伝える「多摩川決壊の碑」が建つ[23]。
- 和泉多摩川商店街
- 玉泉寺
- 狛江市南部地域センター
- 多摩川橋梁
  - 以前は、多摩川橋梁手前の堤防上に和泉多摩川2号踏切が設置されていた。1961年（昭和36年）1月17日にはここで立ち往生していたダンプカーに列車が衝突し、列車（2400形2460編成）が橋梁より転落する事故が起きている[24]。詳細は「日本の鉄道事故 (1950年から1999年)#小田急線列車衝突転落事故」および「小田急2400形電車#登場当初」を参照。
  - 複々線化に伴う改良工事に伴い、多摩川橋梁は上下線共に新規に架替えられた。新しい橋梁は従来よりも高い位置に建設されており、2004年（平成16年）秋に和泉多摩川2号踏切も廃止となった。

### 東口
- 和泉多摩川駅前 郵便局

### 高架下
駅両脇の高架下に商業施設小田急マルシェ和泉多摩川がある。2004年（平成16年）に小田急電鉄グッズ販売店「TRAINS（トレインズ）」がオープンした。出店テナントの一覧・詳細情報は公式サイト「小田急マルシェ和泉多摩川」を参照。

### バス路線
駅前ロータリーの「和泉多摩川駅」に小田急バス路線が乗り入れる。
- 狛11系統：狛江駅南口行、喜多見住宅行
- こまバス：狛江市内循環（南ルート）

## ギャラリー

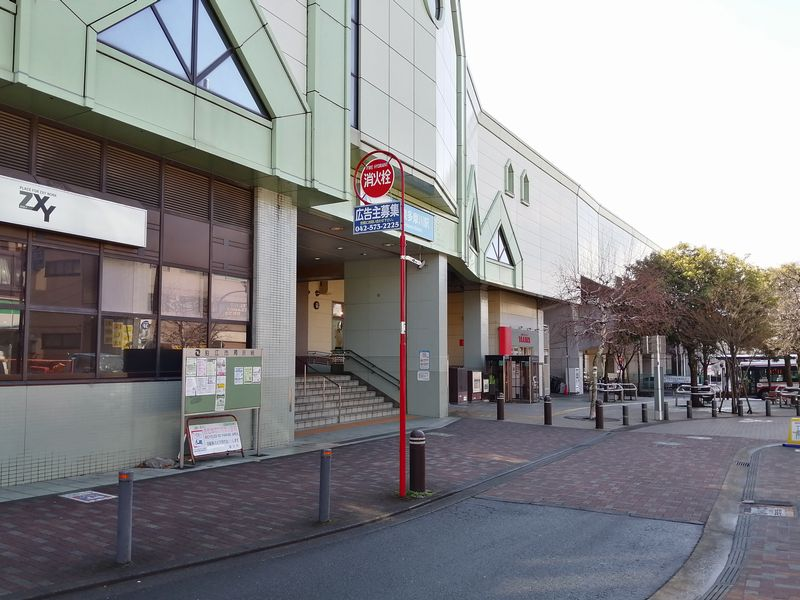
2021年2月の駅前の様子。右奥にバス停。中央やや右に当時営業中のTRAINS。
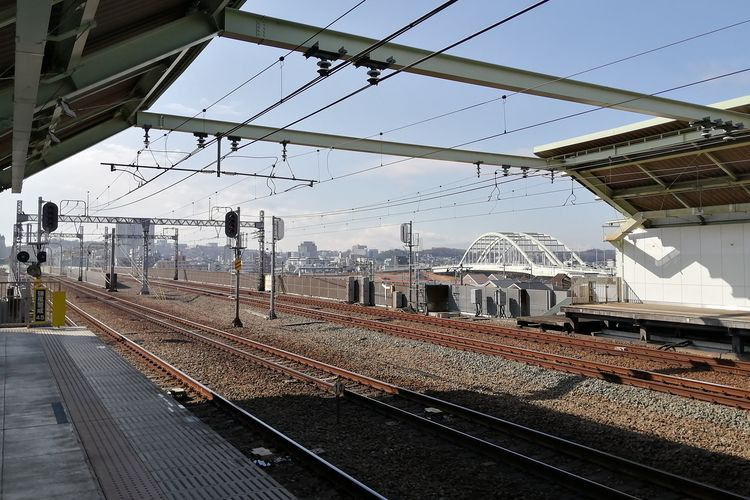
1番線ホーム西端より登戸方面を見る（2021年2月）。
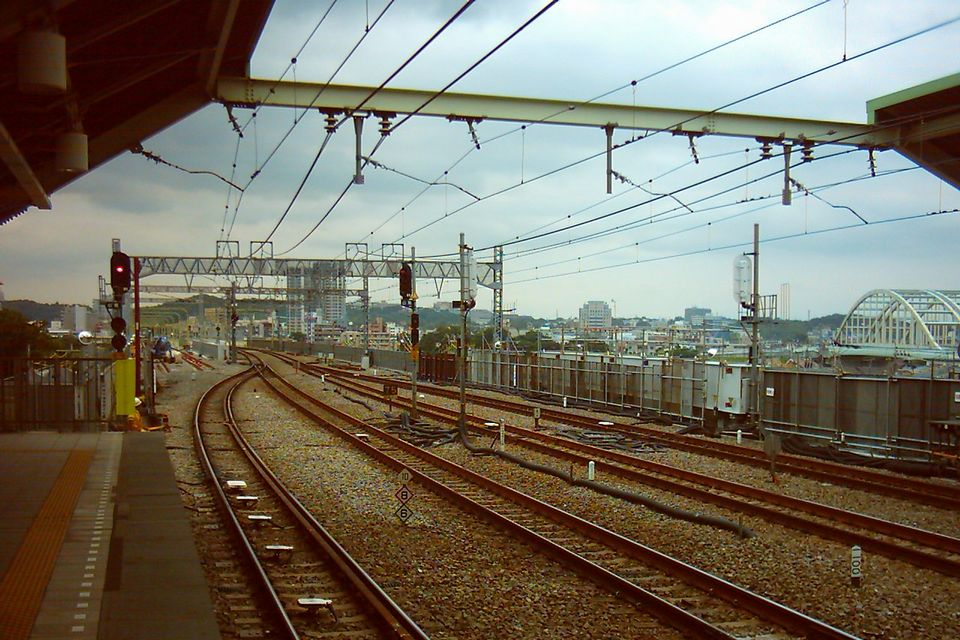
2008年7月28日の様子。多摩橋梁の下流側はまだ工事中。

## 隣の駅
小田急電鉄
 小田原線

■快速急行・□通勤急行・■急行・□通勤準急
通過
■準急・■各駅停車
狛江駅 (OH 16) - 和泉多摩川駅 (OH 17) - 登戸駅 (OH 18)
- なお、「狛江・多摩川花火大会」開催のため、■急行が当駅へ臨時停車する場合がある。